# Oktoberedikt

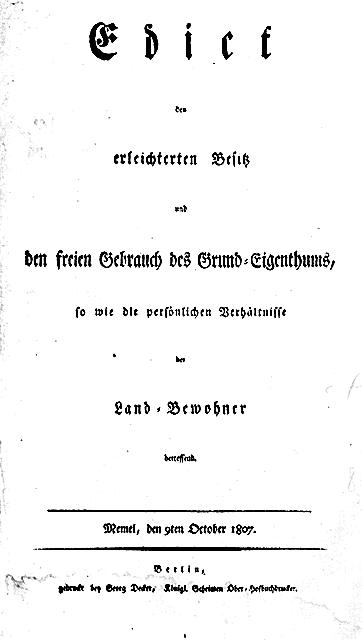
Titelblatt des Oktoberedikts

Das Oktoberedikt (Edict den erleichterten Besitz und den freien Gebrauch des Grundeigentums so wie die persönlichen Verhältnisse der Land-Bewohner betreffend) vom 9. Oktober 1807, erlassen von König Friedrich Wilhelm III., war der Beginn der Preußischen Reformen. Sie sollten den preußischen Staat von innen her regenerieren. Der Verfasser des Edikts war der Freiherr vom und zum Stein, unterschrieben hatten es der König, Friedrich Leopold von Schrötter, sein Bruder Karl Wilhelm von Schrötter und Stein.

## Inhalt
Dieses Gesetz beseitigte in Preußen die Ständeordnung und bewirkte weitestgehend bis zum 11. November („Martini-Tage“) 1810:
- die Befreiung aller Bauern von der Leibeigenschaft sowie Erbuntertänigkeit (Patrimonialhierarchie),
- die freie Berufswahl rsp. Gewerbefreiheit,
- die Freiheit des Kaufs und Verkaufs von Landgütern,
- die Freiheit der Eheschließung, also die Aufhebung der Pflicht, eine Heiratserlaubnis des Grundherrn einzuholen.

Bauern mit „besserem Besitzrecht“, also diejenigen, die ihre Höfe vererben durften, waren der Erbuntertänigkeit mit sofortiger Wirkung ledig. Die Bauernbefreiung in Preußen wurde durch das am 14. September 1811 erlassene Regulierungsedikt von 1811 zusätzlich beeinflusst.
Jeder Adlige, Bürger sowie Bauer konnte dem Oktoberedikt zufolge Boden kaufen, frei den Boden teilen oder sich verschulden. Durch die freie Berufswahl wurden die Privilegien der Zünfte durch die Gewerbefreiheit allmählich abgelöst. Ferner wurde das untere Polizei- (Exekutive) und Gerichtswesen (Judikative) verstaatlicht.

## Hintergrund und Auswirkungen
Das Oktoberedikt war eine Folge der Niederlage der preußischen Armee im Vierten Koalitionskrieg 1806/07, insbesondere der Schlacht bei Jena und Auerstedt (1806), als dem Staat die Auslöschung drohte und der König nach Ostpreußen fliehen musste.
Die Privilegierung des landsässigen Adels (Junkertum) in Kern- oder Altpreußen östlich der Elbe, wo die Rittergüter mit ihren erbuntertänigen Bauern den Schutz des Staates genossen und der landsässige Adel (das adlige Junkertum) das Offizierskorps stellte, während ihre Bauern unter der Anführerschaft ihrer Gutsherren/Offiziere als Soldaten dienten, beruhte auf dem Aushebungs-, Wehrkreis- oder Kantonssystem, das Friedrich Wilhelm I. (Preußen) (Soldatenkönig, 1713–1740), eingeführt hatte. Es handelte sich dabei zwar um eine Allgemeine Wehrpflicht, die jedoch nur für die gutsansässigen Bauern galt, nicht für Stadtbewohner (Bürger), Klerus, Handwerk, Gewerbe und weitere zahlreiche Exemte. Das Kantonssystem bildete damit zugleich einen Schutz der Bauern vor Verkauf oder Arrondierung des Gutes; es schob damit der Schmälerung der militärischen Aushebungsbasis einen Riegel vor und konservierte auf diese Weise aus staatspolitischen und militärischen Gründen den gesellschaftlichen und wirtschaftlichen Zustand aus dem ersten Drittel des 18. Jahrhunderts. Durch die Erstarrung der Führungsprinzipien, die Überalterung des Offizierspersonals (Seniorität) und die unzureichende Finanzierung aus der Kompaniewirtschaft, die die Einheiten zur Sparbüchse des Kompaniechefs machte, war es gegenüber den modernen, vor allem den französischen Aushebungsmethoden (Levée en masse mit (nominell) allgemeiner Wehrpflicht), unterlegen.
Auch die adeligen Junker empfanden die Bindung an das Rittergut mit den darauf siedelnden Bauern, die ja zugleich Soldaten und damit nicht nur der grundherrlichen, sondern auch der konkurrierenden Militärgerichtsbarkeit unterstellt waren, sowie den Ausschluss von Bürgerlichen, die als Offiziere der preußischen Armee nicht in Frage kamen und daher staatlicherseits als Kaufinteressenten ausgeschlossen waren, angesichts des steigenden Bodenwerts zunehmend als wirtschaftliche Fessel und Benachteiligung; der Vergleich mit den westlichen Provinzen und den Staatsdomänen zeigte, dass eine rentablere Bewirtschaftung als unter dem Kantonssystem möglich war, und auch die Entwicklung in Schwedisch-Pommern, wo unter der in Schweden vorherrschenden Adelsoligarchie das Bauernlegen weit fortgeschritten war, demonstrierte, wie ertragreich Großflächen waren, zumal sie keinem übergeordneten militärischen und staatlichen Zweck mehr dienten.
Das Oktoberedikt war damit neben der preußischen Heeresreform von 1807–10 zugleich Schlussstein einer Bewegung, die ihren Ursprung in spezifisch preußischen militärisch-sozialen Einrichtungen hatte. Dass entscheidende Anregungen dazu aus den westlichen, grundherrlich organisierten Provinzen kamen, war daher kein Zufall.

## Kritik
Einer der führenden Vertreter des preußischen Adels, General Friedrich August Ludwig von der Marwitz (1777–1837), kritisierte das Edikt, da es dem zweiten Stand (Adel) die Machtstellung sowie die Vorrechte nahm und die (als von Gott gegeben betrachtete) feudale Ständeordnung mit dem Adel an der Spitze aufhob. Zudem wurde der Adel ökonomisch sehr geschwächt und musste oftmals in der Stadt ein Gewerbe betreiben, um sich seine Existenz zu sichern, weil sich überwiegend die Bürger nunmehr als Gutsbesitzer versuchten. Er verurteilte die neu erschaffene „Menschenklasse“ namens Landbewohner in seiner Kritik Steins und seines Edikts von 1807. Weiter wies er auf die nun unsichere Lage der Bauern hin, welche lediglich Grundherren gegen Gläubiger tauschten, da sie selbst kein Land besäßen, jedoch nicht mehr auf die bisherige Fürsorge der Grundherren bauen könnten.